# Pietrosella
Pietrosella é uma comuna francesa na região administrativa de Córsega, no departamento de Córsega do Sul. Estende-se por uma área de 35,23 km². 